# Nouveau théâtre de l'île d'Orléans
Le Nouveau théâtre de l'Île d'Orléans est une compagnie de théâtre à but non lucratif établie à Saint-Pierre-de-l'Île-d'Orléans. 
La compagnie, fondée en 2011, présente une seule pièce par été, de la fin juin au début septembre.

## Mandat
Le Nouveau théâtre de l’Île d’Orléans a pour mandat de présenter des comédies québécoises contemporaines durant l’été.

## Historique

### Fondation
La compagnie a été fondée en 2011 par Bruno Marquis et Marylise Tremblay et portait alors le nom de Nouveau théâtre de l'Île. Après deux productions estivales (Parents à vie et Parents à vie 2 - le retour), deux nouveaux administrateurs prennent le relais. Le comédien Sébastien Dorval et l’auteur Claude Montminy, en poste depuis l’automne 2012, ont modifié le statut légal et le nom de la compagnie. Le nouvellement nommé Nouveau théâtre de l’Ile d’Orléans est devenu un organisme à but non-lucratif.
Le théâtre en été est une tradition à l’Île d’Orléans. Le chansonnier Félix Leclerc et le comédien Paul Hébert ont tous deux fondé et dirigé à différentes périodes un théâtre à l’Île d’Orléans.

### Productions antérieures
- 2011 – Parents à vie de Bruno Marquis et Marylise Tremblay
- 2012 – Parents à vie 2 – le retour de Bruno Marquis et Marylise Tremblay
- 2013 – Bébé à bord de Claude Montminy[3]
- 2014 – Maestro de Claude Montminy[4]
- 2015 – Voleurs d’occasion de Claude Montminy[5]
- 2016 – Un coup de maître de Claude Montminy[6]
- 2017 – Un pied dans la bouche de Claude Montminy[7]
- 2018 – Cheeese! de Claude Montminy[8]
- 2019 – Plan de match de Claude Montminy[9]
- 2019 – Massage secret de Claude Montminy[8]
- 2020 – Comédie sur l'herbe d'un collectif d'auteur[10]
- 2021 – Le Citron de Claude Montminy[11]
- 2022 – Sitcom de Claude Montminy[12]
- 2023 – Curling de Kristen Da Silva[13]